# ギャロン語
ギャロン語（チベット文字：རྒྱལ་རོང; ワイリー方式：rgyal rong、中国語: 嘉绒语）はシナ・チベット語族のチベット・ビルマ語派中のギャロン系諸言語に分類される。ギャロン系諸言語は、チアン語群に属するとされる。四川省カンゼ・チベット族自治州やアバ・チベット族チャン族自治州を中心に話者は広がる。ギャロン語を話す人々はチベット族とは区別される。
1950年代初期，中央民族学院に「ギャロン族研究班」が設けられ、ギャロン語を記録するために拼音を使用し、民間故事の記録を行った。1954年には「ギャロン」はチベット族とは区別されることとなったが、「ギャロン・チベット族」という名称は残っており、これはギャロン語がチベット語の分派であるということによるものである。
ギャロン語は非常に保守的な言語であり、チベット・ビルマ語派の「生きた化石」と言われている。これはシナ・チベット祖語の古い発音や語順が残っているためである。ギャロン語は上古漢語の発音と文法復元に大きな役割をはたしている。ギャロン語は以下東部方言、ツォブドゥン方言、ツォブ方言、ジャプン方言の四つの方言に分けられるが相互の方言同士は通じない。

## 言語名別称
- 嘉戎語
- 嘉絨語
- Jiarong
- Gyarung
- rGyarong
- rGyal rong
- Rgyarong
- Chiarong
- Gyarong
- rGyarung
- Jarong
- rGyalrong Proper
- Jyarung